# Droit de la sécurité sociale en France
 (juin 2007).
Le droit de la sécurité sociale est l'ensemble des règles juridiques qui concernent la sécurité sociale.
Sa logique découle des origines historiques et idéologiques du système français de sécurité sociale.
Les textes et leur application, notamment les recours, sont encadrés par des lois.

## Historique

### La mise en place de la sécurité sociale
Pour mettre en place la sécurité sociale telle que nous la connaissons actuellement, les gouvernants français vont s'inspirer des modèles étrangers.
Dans les années 1945-1950 s'opposent alors deux modèles : le modèle anglais beveridgien (basé sur le rapport de William Henry Beveridge) d'une part, et le modèle allemand, bismarckien, d'autre part.
Le modèle anglais se caractérise par des prestations uniformes, minimales, égales pour tous et éligibles pour tous, sur financement public, et dont l'objectif principal est de subvenir aux besoins de base de la population. La préférence, pour obtenir une couverture sociale optimale, est donc donnée aux complémentaires.
Dans le système bismarckien d'assistance sociale, l'économie est celle d'un système d'assurance : elle propose un remplacement des salaires pour toute personne en cas d'incapacité à exercer ce travail (chômage, invalidité, maladie…). On raisonne donc en termes de proportion de revenu : les prestations sont différenciées en fonction du salaire qu'elles doivent compenser. C'est le fait d'être indemnisé qui est équitable, et non le montant de cette indemnisation.
Entre ces deux logiques, radicalement différentes, le droit français s'inspirera principalement de la conception allemande.
Pierre Laroque jouera un grand rôle en la matière. En 1945 les bâtisseurs du système français de sécurité sociale poursuivent un triple objectif : unité de la sécurité sociale, généralisation quant aux personnes, extension des risques couverts.
Ainsi, l'ordonnance du 4 octobre 1945 prévoit un réseau coordonné de caisses se substituant à de multiples organismes.
La construction et la mise en place concrète est réalisée par Ambroise Croizat, Ministre du Travail de l'époque. Pour ce membre du Parti Communiste Français, il s'agissait de la réalisation d'un idéal de solidarité et de redistribution des richesses pour répondre aux besoins de toute la population du pays.
L'unité administrative ne sera cependant pas réalisée et ne l'est toujours pas. Les professions agricoles vont conserver leurs institutions spécifiques dans le cadre de la mutualité sociale agricole. Les salariés des régimes spéciaux vont refuser de s'intégrer dans le régime général et conserver dans un cadre « transitoire » qui dure encore, leurs régimes spécifiques (fonctionnaires, marins, cheminots, mineurs, etc.).
L'ordonnance du 19 octobre 1945 concerne les risques maladie, maternité, invalidité, vieillesse, décès. La loi du 22 août 1946 étend les allocations familiales à pratiquement toute la population et la loi du 30 octobre 1946 intègre la réparation des accidents du travail à la sécurité sociale.
La loi du 22 mai 1946 pose le principe de la généralisation de la sécurité sociale à l'ensemble de la population mais les professions non salariées non agricoles s'y opposeront.

### Les évolutions juridiques qui ont influé sur l'évolution de la sécurité sociale en France
Le droit de la sécurité sociale s'est bâti progressivement.
Quelques textes généraux sont venus participer à cette construction. La construction juridique s'est ensuite effectuée selon deux idées de base de la sécurité sociale : universalité et unité. (Le troisième principe de base étant la notion de solidarité à l'origine de la mise en place de la sécurité sociale).

#### Vue d'ensemble
Tout d'abord, en matière d'accidents du travail, la loi du 9 avril 1898 reconnaît la responsabilité sans faute de l'employeur qui peut s'assurer pour y faire face. Cette loi a également eu une incidence considérable en droit civil eu égard au régime de la responsabilité pour faute de l'employeur (responsabilité à la fois civile et pénale).
Les 3 lois suivantes sont venues poser les bases du système actuel, divisé en 3 grandes branches : la branche vieillesse (qui couvre les risques liés à la vieillesse via la mise en place des systèmes de retraite notamment), la branche maladie (qui couvre les risques liés aux maladies et accidents professionnels ainsi que les risques d'invalidité) et la branche famille (qui permet notamment la gestion des allocations familiales).
En matière d'assurance vieillesse, la loi du 5 avril 1910, dont l'application a été limitée, institue un régime d'assurance obligatoire pour les salariés du commerce et de l'industrie.
Les lois du 5 avril 1928 et du 30 avril 1930 instituent pour les salariés titulaires d'un contrat de travail une assurance pour les risques maladie, maternité, invalidité, vieillesse et décès et la loi du 30 avril 1928 un régime spécial pour les agriculteurs.
La loi du 11 mars 1932 prévoit des allocations couvrant les charges familiales financées par des versements patronaux.

#### Textes principaux tendant à l'universalité et à l'unité de la sécurité sociale
La sécurité sociale a vocation universaliste (c'est-à-dire à s'appliquer à tous) et unitaire. Les évolutions suivantes viseront à atteindre ces objectifs en permettant de couvrir les risques d'un maximum de personnes et en unifiant les caisses de la sécurité sociale. La réalisation de ces objectifs va passer par les évolutions législatives du droit de la sécurité sociale.
La création d'un système général (pour tous les cotisants) s'est heurtée à l'opposition de certaines catégories. Ceci explique la diversité actuelle des régimes (un régime général pour les salariés et une multitude de régimes spéciaux (exemple : les régimes SNCF, RATP, EDF-GDF, la caisse de retraites des clercs de notaires, etc.). L'objectif universaliste est encore, à l'heure actuelle, à atteindre.
- Convention collective interprofessionnelle du 14 mars 1947 instituant le régime de retraite complémentaire des cadres[2]. L'organisme gestionnaire se nomme l'AGIRC (Association Générale des Institutions de Retraite des Cadres)[3] qui se distingue de l'ARCCO[4] (Association de Retraite Complémentaire des salariés (non-cadres)).
- Loi du 9 avril 1947 étendant la sécurité sociale aux fonctionnaires

La Sécurité sociale n'étant alors pas obligatoire pour les professions non-salariées un problème est rapidement apparu : certaines personnes, à l'heure de la retraite, n'avaient pas cotisé et se retrouvaient sans ressources. C'est pourquoi le législateur a dû intervenir en créant certaines caisses et modes de cotisations spécifiques, notamment pour les agriculteurs et indépendants (on entend par « indépendants », entre autres, les artisans et commerçants).
- Loi du 17 janvier 1948 instaurant trois régimes d'assurance vieillesse des professions non salariées non agricoles (artisans, professions industrielles et commerciales, professions libérales.
- Loi du 10 juillet 1952[5] : création d'un régime d'assurance vieillesse obligatoire des exploitants agricoles, géré par la mutualité sociale agricole (MSA).
- Loi du 25 janvier 1961[6]: création d'un régime d'assurance maladie obligatoire des exploitants agricoles, avec libre choix de l'assureur.
- Loi du 12 juillet 1966 : création du régime autonome d'assurance maladie maternité pour les non-salariés non agricoles, géré par la CANAM.
- Loi du 22 décembre 1966 : création d'un régime complémentaire obligatoire des exploitants agricoles contre les accidents du travail, maladies professionnelles et accidents de la vie privée, avec libre choix de l'assureur[7].
- Loi du 25 octobre 1972 : institutionnalisation de la protection des salariés agricoles contre les accidents du travail.
- Loi du 4 juillet 1975 : généralisation à l'ensemble de la population active de l'assurance vieillesse obligatoire.
- Loi du 2 janvier 1978 : institution d'un régime particulier pour les ministres du culte et les membres des congrégations religieuses et de l'assurance personnelle pour la population « résiduelle ».
- Loi du 28 juillet 1999 : institution d'une couverture maladie universelle : protection de base sur le seul critère de résidence et protection complémentaire pour les plus démunis.

## Les grandes lignes du droit de la sécurité sociale
Le droit de la sécurité sociale s'est construit, comme la plupart des droits, à partir des textes, mais aussi de la jurisprudence.

### Les sources du droit de la sécurité sociale
Le droit de la sécurité sociale possède plusieurs sources.
En droit français, il existe un code de la sécurité sociale. Chaque année est votée une loi de financement de la sécurité sociale. Le droit de la sécurité sociale pour le régime agricole est traité dans le code rural (livre VII, articles L-721 à L-771) en parallèle avec le code de la sécurité sociale.
Cela dit, comme tous les autres droits, celui-ci trouve naturellement ses racines dans les lois, décrets et règlements. En droit français, les grandes lignes des conditions d'adoption des projets de loi de financement de la sécurité sociale sont fixées par la Constitution de 1958 (articles 34, 39, et 47-1). La Cour des comptes assiste le Parlement et le Gouvernement dans le contrôle de l'application des lois de financement de la sécurité sociale (article 47-1).
Le droit de la sécurité sociale trouve aussi sa source dans les textes européens dont il faut désormais tenir compte : directives, règlements, traités.

### Les interventions jurisprudentielles
La sécurité sociale se subdivise en 5 branches principales : la branche maladie, la branche accident du travail et maladie professionnelle, la branche vieillesse, la branche famille et la branche autonomie. Le recouvrement n'est pas une branche mais une activité.  Autour de ces thématiques a été rendue une jurisprudence abondante.

#### Les incidences du droit européen
La directive 92/49/CEE du Conseil, du 18 juin 1992, portant coordination des dispositions législatives, réglementaires et administratives concernant l'assurance directe autre que l'assurance sur la vie et modifiant les directives 73/239/CEE et 88/357/CEE (troisième directive «assurance non vie») aura fait couler beaucoup d'encre. Elle prévoit en effet dans son article 2 que :
1. « La présente directive s'applique aux assurances et entreprises visés à l'article 1er de la directive 73/239/CEE » ;
2. « La présente directive ne s'applique ni aux assurances et opérations ni aux entreprises et institutions auxquelles la directive 73/239/CEE ne s'applique pas, ni aux organismes cités à l'article 4 de celle-ci. »

Elle ajoute ensuite dans l'article 3 que : « Nonobstant l'article 2 paragraphe 2, les États membres prennent toutes dispositions pour que les monopoles concernant l'accès à l'activité de certaines branches d'assurance, accordés aux organismes établis sur leur territoire et visés à l'article 4 de la directive 73/239/CEE, disparaissent au plus tard le 1er juillet 1994. »
La Cour de justice des communautés européennes, dans l'arrêt Garcia du 26 mars 1996 répondra à la question de savoir quelle interprétation devait être faite de l'article 2 de la directive du 18 juin 1992. Elle déduit des textes que la directive laisse aux États la possibilité d'organiser leur système de sécurité sociale à leur guise dans les matières non prévues par la directive.

## Recours

### En première instance
Jusqu'en 2018, les recours étaient exercés devant le tribunal des affaires de Sécurité Sociale (TASS).
Depuis la réforme, ce sont dorénavant les tribunaux de grande instance qui deviennent compétents, au sein de leur pôle social.
Le recours ou une défense peut être réalisée en personne, ou assisté ou représenté par un membre de la famille, un avocat.
La procédure est orale. Toutefois, pour respecter le principe du contradictoire, les moyens et documents qui seront produits à l'appui de la demande devront être préalablement envoyés à la partie adverse avant l'audience.

### Les risques d'un recours
Le tribunal peut prononcer des condamnations au paiements des dépens, comme par exemple des frais d'expertise, ainsi qu'à des frais non compris dans les dépens, tels que le paiement de tout ou partie des frais d'avocat de la partie adverse
Enfin, dans le cas d'un recours abusif ou dilatoire, la personne s'expose à une amende de 3 000 euros ainsi que des dommages-intérêts.

### Appel
En cas d'appel, sauf cas particulier, il est à exercer devant la Cour d'appel.

## Sources, notes et références

### Sources
- Historique du système français de sécurité sociale sur le portail de la sécurité sociale

## Pour aller plus loin

### Sites internet
- Le portail des caisses nationales de sécurité sociales avec le concours de la Direction de la sécurité sociale
- Notes de cours : La protection sociale, Anne-Marie Guillemard, 4 mars 2004
- Le système de sécurité sociale en Allemagne
- Histoire des retraites (site du ministère) : Accueil | Retraites2010.fr